# El Factor X
El Factor X è la versione colombiana del talent show britannico The X Factor, ideato da Simon Cowell. La prima edizione, andata in onda su RCN, cominciata nel settembre 2005, si è conclusa nel dicembre con la vittoria di Julio Mesa.
Il programma è stato molto seguito dal pubblico: infatti, la prima edizione è stato il settimo programma più seguito nella storia della TV colombiana.

## La giuria e la presentazione
In tutte le edizioni i giudici sono stati gli stessi: Jose Gaviria (produttore musicale), Marbelle (musicista), Juan Carlos Coronel (cantante).
L'unica eccezione è stata nel 2007, quando, nella versione per bambini, Coronel è stato sostituito dal compositore Wilfrido Vargas.
Inoltre, in tutte le edizioni, lo show è stato presentato dalla modella Andrea Serna ed all'attrice Constanza Camelo.

## Versioni
Nella versione colombiana si distinguono diverse versioni:
- El Factor X, che ricalca l'originale versione britannica (tre edizioni);
- El Factor X: Batalla de las Estrellas, dedicato alle star della Tv colombiana e ispirato alla versione britannica The X Factor - Battle of the stars (una edizione);
- El Factor Xs, dedicato a bambini e ragazzi con talento (due edizioni).

### El Factor X
Lo scopo di questo show è scoprire nuovi talenti nel campo musicale del canto.
Dopo varie audizioni, i cantanti che approdano alla fase finale del programma, vengono divisi in tre categorie, associate ad un giudice. Esse sono:
- Cantanti dai 16 ai 24 anni;
- Gruppi Vocali;
- Cantanti dai 25 anni in su.

#### Il premio
Secondo le in formazioni date da RCN Tv, il premio di 300 milioni di pesos dei vincitori sarà così diviso:
- 100 milioni di pesos in contanti;
- La produzione di un disco con relativo video;
- Tour promozionale in Colombia;
- Un viaggio ai Grammy Latino;
- Un'automobile.

#### Prima edizione (2005)
| Categoria (Giudice)      | Direttori artistici (BLU) / Vocal coaches (VIOLA) / Concorrenti (VERDE/ROSSO) | Direttori artistici (BLU) / Vocal coaches (VIOLA) / Concorrenti (VERDE/ROSSO) | Direttori artistici (BLU) / Vocal coaches (VIOLA) / Concorrenti (VERDE/ROSSO) | Direttori artistici (BLU) / Vocal coaches (VIOLA) / Concorrenti (VERDE/ROSSO) | Direttori artistici (BLU) / Vocal coaches (VIOLA) / Concorrenti (VERDE/ROSSO) | Direttori artistici (BLU) / Vocal coaches (VIOLA) / Concorrenti (VERDE/ROSSO) |
| ------------------------ | ----------------------------------------------------------------------------- | ----------------------------------------------------------------------------- | ----------------------------------------------------------------------------- | ----------------------------------------------------------------------------- | ----------------------------------------------------------------------------- | ----------------------------------------------------------------------------- |
| 25+ (Coronel)            | Paula Mantilla                                                                | Juanita Delgado                                                               | Julio Mesa Vincitore                                                          | Jackson Mosquera Eliminato alla 8ª puntata                                    | Estella Diaz Eliminata alla 6ª puntata                                        | Anabella Arbelaez Eliminata alla 2ª puntata                                   |
| Gruppi Vocali (Marbelle) | Sofia Pérez                                                                   | Andrea Piñeros                                                                | Enigma Secondi classificati                                                   | Sin Límite Eliminati alla 9ª puntata                                          | Las Hijas de Doña Diana Eliminati alla 4ª puntata                             | Las Gemelas Botero Eliminate alla 1ª puntata                                  |
| 16-24 (Gaviria)          | Felipe Espinoza                                                               | Mirabay Montoya                                                               | Farina Pao Poucar Franco Eliminata alla 10ª puntata                           | Yina Gallego Eliminata alla 7ª puntata                                        | Andres Monsalve Eliminato alla 5ª puntata                                     | Maria Elisa Camargo Eliminata alla 3ª puntata                                 |

Con un picco di 14,5 milioni di telespettatori e uno share del 52%, la prima edizione di Factor X è il settimo programma della televisione colombiana più visto di sempre. Grande dispiacere c'è stato dopo la settima puntata con l'eliminazione di Yina Gallego: infatti, si crede che, proprio a causa di questo evento, l'audience sia molto diminuita.

#### Seconda Edizione (2006)
| Categoria (Giudice)     | Concorrenti (VERDE/ROSSO)                    | Concorrenti (VERDE/ROSSO)                    | Concorrenti (VERDE/ROSSO)                 | Concorrenti (VERDE/ROSSO)                        | Concorrenti (VERDE/ROSSO)                  |
| ----------------------- | -------------------------------------------- | -------------------------------------------- | ----------------------------------------- | ------------------------------------------------ | ------------------------------------------ |
| 25+ (Gaviria)           | Mario Marcelino Macuacé Secondo classificato | Ángelo Eliminato alla 12ª puntata            | Martha Trujillo Eliminata alla 9ª puntata | Walter Daniel Martínez Eliminato alla 7ª puntata | Mary Eliminata alla 1ª puntata             |
| Gruppi Vocali (Coronel) | Ébano Eliminati alla 11ª puntata             | Natalia Y Marisol Eliminate alla 10ª puntata | 5 Latinos Eliminati alla 4ª puntata       | Violeta Eliminate alla 2ª puntata                | Síntesis Eliminati alla 1ª puntata         |
| 16-24 (Marbelle)        | Francisco Villareal Vincitore                | Brayan Visbal Eliminato alla 8ª puntata      | Juan Manuel Eliminato alla 6ª puntata     | Juanita Pérez Eliminata alla 3ª puntata          | Lina María Uribe Eliminata alla 5ª puntata |

#### Terza Edizione (2009)
| Categoria (Giudice)     | Concorrenti (VERDE/ROSSO)                                             | Concorrenti (VERDE/ROSSO)                         | Concorrenti (VERDE/ROSSO)                             | Concorrenti (VERDE/ROSSO)                              |
| ----------------------- | --------------------------------------------------------------------- | ------------------------------------------------- | ----------------------------------------------------- | ------------------------------------------------------ |
| 25+ (Marbelle)          | Edgardo José Escobar de Castro Eliminato alla 2ª puntata classificato | Juan Camilo Córdoba Eliminato alla 4ª puntata     | Aleja Eliminata alla 3ª puntata                       | Natalia María Sierra Sánchez Eliminata alla 2ª puntata |
| Gruppi Vocali (Gaviria) | Siam Vincitori                                                        | Raza Pana Secondi classificati                    | Son3 Eliminati alla 7ª puntata                        | Sexto Sentido Eliminati alla 5ª puntata                |
| 16-24 (Coronel)         | Jorge Luis Medina Mosquera Eliminato alla 10ª puntata                 | Adriana Redondo Montero Eliminata alla 8ª puntata | Luz Ángela Pérez Espitaleta Eliminata alla 6ª puntata | Juanda Eliminato alla 1ª puntata                       |

Sergio Andrés, un imitatore di Michael Jackson che non riuscì ad entrare nel programma, ebbe un grande appoggio dal pubblico: gli furono creati vari gruppi su Facebook, dei quali uno raggiunse i 20 000 fan, che esigevano lan partecipazione al programma. Nonostante ciò Sergio non fu in alcun modo contattato.

### El Factor X: Batalla de las Estrellas

#### Differenze
In questa versione, ispirata all'originale britannica The X Factor: Battle of the Stars, hanno partecipato stelle della Tv colombiana; per questo il premio è stato devoluto in beneficenza.
Inoltre la divisione dei cantanti è differente:
- Uomini;
- Gruppi Vocali;
- Donne.

### Prima Edizione (2006)
| Categoria (Giudice)     | Concorrenti (VERDE/ROSSO)                                                   | Concorrenti (VERDE/ROSSO)                                                  | Concorrenti (VERDE/ROSSO)                          | Concorrenti (VERDE/ROSSO)                                | Concorrenti (VERDE/ROSSO)                              |
| ----------------------- | --------------------------------------------------------------------------- | -------------------------------------------------------------------------- | -------------------------------------------------- | -------------------------------------------------------- | ------------------------------------------------------ |
| Uomini (Marbelle)       | Jota Mario Valencia (conduttore TV) Eliminato alla 10ª puntata classificato | Marcelo Cezán (attore) Eliminato alla 5ª puntata                           | Lucas Velásquez (attore) Eliminato alla 9ª puntata | Carlos Calero (conduttore TV) Eliminato alla 11ª puntata | Paché (cronista sportivo) Eliminato alla 13ª puntata   |
| Gruppi Vocali (Coronel) | Juan Y Andrés (attori) Eliminati alla 4ª puntata                            | Los Intocables (regista - conduttrice - speaker) Eliminati alla 2ª puntata | Fusión (attori) Eliminati alla 6ª puntata          | Olé (showgirl - matador) Eliminati alla 7ª puntata       | El Cocuyo (attori comici) Secondi classificati         |
| Donne (Gaviria)         | Luz Amparo Álvarez (attrice comica) Vincitrice                              | Yaneth Waldman (conduttrice TV) Eliminata alla 12ª puntata                 | Lady Noriega (attrice) Eliminata alla 1ª puntata   | Amalyn de Hazbun (stilista) Eliminata alla 3ª puntata    | Valerie Domínguez (showgirl) Eliminata alla 8ª puntata |

### El Factor Xs
Questa competizione è simile a El Factor X, ma è esclusivamente riservata a bambini e ragazzi tra gli otto ei quindici anni. RCN ha trasmesso due stagioni (2006, 2007) che hanno riscosso grande successo, poiché la prima gara di canto per bambini della Tv colombiana.
I vincitori ricevono uno strumento musicale, una bicicletta, una borsa di studio di canto, un viaggio al Circo du Sol con la famiglia e la possibilità di registrare un CD con RCN Music.
Inoltre la divisione dei concorrenti sarà:
- Bambini dagli 8 agli 11 anni;
- Gruppi Vocali;
- Ragazzi dai 12 ai 15 anni.

#### Prima Edizione (2006)
| Categoria (Giudice)     | Concorrenti (VERDE/ROSSO)        | Concorrenti (VERDE/ROSSO)          | Concorrenti (VERDE/ROSSO)         | Concorrenti (VERDE/ROSSO)                | Concorrenti (VERDE/ROSSO)        |
| ----------------------- | -------------------------------- | ---------------------------------- | --------------------------------- | ---------------------------------------- | -------------------------------- |
| 8-11 (Coronel)          | Andrés Vincitore                 | Aldemar Eliminato alla 10ª puntata | Nicolle Eliminata alla 7ª puntata | Juanjo Eliminato alla 3ª puntata         | Angie Eliminata alla 2ª puntata  |
| Gruppi Vocali (Gaviria) | Huellas Secondo classificato     | RK Kids Eliminati alla 8ª puntata  | Encanto Eliminati alla 6ª puntata | Dueto Armónico Eliminati alla 3ª puntata | Piscis Eliminati alla 1ª puntata |
| 12-15 (Marbelle)        | Jaider Eliminato alla 9ª puntata | Mariana Eliminata alla 5ª puntata  | Oky Eliminato alla 4ª puntata     | Beto Eliminato alla 2ª puntata           | Carlos Eliminato alla 1ª puntata |

#### Seconda Edizione (2007)
In questa edizione, Coronel viene sostituito da Wilfrido Vargas, a cui viene assegnata la categoria Gruppi.
Tuttavia, Juan Carlos tornerà nel 2009 a El Factor X.
| Categoria (Giudice)    | Concorrenti (VERDE/ROSSO)        | Concorrenti (VERDE/ROSSO)         | Concorrenti (VERDE/ROSSO)          | Concorrenti (VERDE/ROSSO)         | Concorrenti (VERDE/ROSSO)         |
| ---------------------- | -------------------------------- | --------------------------------- | ---------------------------------- | --------------------------------- | --------------------------------- |
| 8-11 (Marbelle)        | Danna Eliminata alla 11ª puntata | Salomé Eliminato alla 10ª puntata | Mauro Eliminato alla 9ª puntata    | Ingrid Eliminata alla 3ª puntata  | Johan Eliminato alla 2ª puntata   |
| Gruppi Vocali (Vargas) | AN3 Terzi classificati           | ARL Eliminati alla 12ª puntata    | Gaitambú Eliminati alla 6ª puntata | Manakin Eliminati alla 4ª puntata | Impacto Eliminati alla 3ª puntata |
| 12-15 (Gaviria)        | Camilo Vincitore                 | David Secondo classificato        | Greeicy Eliminato alla 8ª puntata  | Liyen Eliminata alla 7ª puntata   | Yuliann Eliminato alla 1ª puntata |